# Diphénylchlorarsine
La diphénylchloroarsine (DA) est un composé organo-arsénié de formule (C6H5)2AsCl. C'est un composé hautement toxique et écotoxique qui fut un temps très utilisé comme arme chimique (Première Guerre mondiale essentiellement, sous le nom de Clark 1). 
C'est aussi un intermédiaire dans la synthèse d'autres composés organo-arséniés.

## Structure
La diphénylchloroarsine cristallise dans un réseau monoclinique, groupe d'espace P21/a, no  14 avec  a = 1,109 ± 0,004 nm, b = 0,855 ± 0,003 nm, c = 1,193 ± 0,004 nm, β = 95,0 ± 0,5° et Z, nombre d'unités par maille, = 4.
La diphénylchloroarsine est constituée d'un atome d'arsenic(III) pyramidal auquel est attaché deux cycles phényliques et un atome de chlore. La liaison As-Cl mesure 226 ± 2 pm, As-C vaut 197 ± 4 pm et les angles Cl-As-C et C-As-C mesurent respectivement 96 ± 1 et 105 ± 2°. Les structures cristalline et moléculaire de la diphénylchloroarsine sont très similaires à celles de la diphénylbromoarsine.

## Synthèse
La diphénylchloroarsine est produite pour la première fois par Michaelis et La Coste en 1878, par réduction de l'acide diphénylarsinique par le dioxyde de soufre :
Ph2AsO2H + SO2 + HCl → Ph2AsCl + H2O + SO3

## Utilisations
C'est un réactif utile pour synthétiser d'autres composés organo-arséniés, par exemple par réaction avec les réactifs de Grignard :
RMgBr + (C6H5)2AsCl → (C6H5)2AsR + MgBrCl
où R peut être un groupe alkyle ou aryle.

### Arme chimique (Clark 1)
La diphénylchloroarsine a été utilisée sous le nom de Clark 1 comme arme chimique pendant la guerre de tranchées sur le front Ouest durant la Première Guerre mondiale. Elle appartient à la famille des agents vomitifs qui contient également la diphénylcyanoarsine (DC) et la diphénylaminechlorarsine (DM, adamsite). La diphénylchloroarsine avait la réputation de pénétrer les masques anti-gaz de l'époque afin de causer de violents éternuements ou des vomissements, forçant ainsi le porteur à retirer le masque. En réalité, ce gaz ne pénétrait pas mieux les masques que les autres gaz. 
L'armée japonaise s'est également servi d'armes chimiques durant l'invasion de la Chine entre 1937 et 1945, principalement des dérivés de gaz moutarde, mais aussi des composés organo-arséniés, incluant la diphénylchloroarsine. Un certain nombre de zones au nord-est de la Chine, principalement près de Dunhua dans la province de Jilin mais aussi dans les provinces de Shanxi, Hebei, Anhui, Zhejiang, Jiangxi et Jiangsu, ont été utilisées comme décharge pour de telles armes ; les deux pays ont négocié la reconnaissance de l'utilisation et de l'abandon de ces armes, ainsi que l'assainissement de ces zones durant les années 1990 et 2000. 
Ne sachant comment détruire ces munitions (produites en très grandes quantités en 1917 et 1918) quand elles n'avaient pas explosé ou qu'elles n'avaient pas été utilisées, les autorités militaires et/ou civiles les faisaient pétarader, ou quand les stocks étaient trop importants les ont parfois fait démonter et brûler en plein air (comme sur le site dit de « la Place à gaz », en forêt de Spincourt, où « dans les années 1920, 1,5 million d'obus chimiques et 30 000 obus explosifs ont été détruits dans un lieu proche de la ville de Verdun » ou en pleine zone agricole aujourd'hui cultivée (en Belgique par exemple)causant une très forte et durable pollution du sols par le zinc, l'arsenic, le plomb et le cadmium, mais aussi par des restes d'explosifs nitroaromatiques (trinitrotoluène, 2,4-dinitrotoluène, 2,6-dinitrotoluène, 2-amino-4,6-dinitroluène et -amino-2,6-dinitrotoluène), des composés phénylarséniques, y compris l'acide diphénylarsinique et la triphénylarsine, le perchlorate, le tétrabromoéthane et le bromure de vinyle... Ailleurs les munitions ont été simplement enterrées ; ou jetées ou perdues dans des puits, fosses, marais... ou encore elles ont été massivement jetées en mer, parfois près de zones habitées comme sur le banc du Paardenmarkt en Mer du Nord, au large de Zeebruges en Belgique ...où 35 000 tonnes de munitions chimiques risquent de peu à peu relarguer leurs contenus hautement toxiques.

## Sécurité
La diphénylchloroarsine provoque des éternuements, de la toux, des maux de tête, de la salivation et des vomissements.